# Mount Carleton
Der Mount Carleton ist mit 820 Metern die höchste Erhebung der maritimen Provinzen Kanadas. Der Berg wurde nach Thomas Carleton, dem ersten Vizegouverneur der britischen Kolonie New Brunswick, benannt.
Der Berg liegt in dem über 17.000 ha großen Mount Carleton Provincial Park. Pfade und Rundwanderwege mit einer Gesamtlänge von mehr als 60 km führen durch eine ursprüngliche Wildnislandschaft aus Bergen, Tälern und Flüssen.